# Reginald Brabazon (12e comte de Meath)
Reginald Brabazon (31 juillet 1841 - 11 octobre 1929) est un homme politique et philanthrope irlandais.

## Biographie
Reginald Brabazon est né dans une vieille famille anglo-irlandaise à Londres, le deuxième fils de William Brabazon (11e comte de Meath) et Harriot Brooke. Lorsque son père devient comte en 1851, Reginald, maintenant héritier (son frère aîné, Jacques, meurt de la diphtérie en 1844), est titré Lord Brabazon. Il fait ses études au Collège d'Eton et, en 1863, rejoint le Foreign Office en tant que commis, puis diplomate.
En 1868, il épouse Mary Jane Maitland, fille de Thomas Maitland (11e comte de Lauderdale) (en). Sur l'insistance de ses beaux-parents, Brabazon refuse une affectation à Athènes (qu'ils jugent trop éloignée) en 1873 et est effectivement suspendu sans solde, démissionnant finalement du service diplomatique en 1877. Lui et son épouse décident de consacrer leurs énergies considérables à «la prise en compte des problèmes sociaux et au soulagement de la souffrance humaine». Tous deux sont ensuite impliqués dans de nombreuses organisations caritatives. Le comte et son épouse louent Ottershaw Park de 1882 à novembre 1883 de Sir Edward Colebrooke.
En mai 1887, Brabazon succède à son père en tant que 12e comte de Meath. Lord Meath est également un éminent homme politique conservateur siégeant à la Chambre des lords comme baron Chaworth, et un impérialiste ardent, et est responsable de l'introduction en Angleterre de la Journée du Commonwealth, qui est officiellement reconnu par le gouvernement britannique en 1916. Il est membre du London County Council, du Conseil privé d'Irlande et du Sénat de l'Irlande du Sud. Il est également commissaire scout en chef pour l'Irlande.
Reginald Brabazon est nommé Chevalier de l'Ordre de St Patrick (KP) en 1902, Chevalier Grand-Croix de l'Ordre de l'Empire britannique (GBE) dans les honneurs de guerre civile de 1920, et Chevalier Grand-Croix de l'Ordre royal de Victoria (GCVO) dans les honneurs d'anniversaire de 1923.
Sa fille cadette, Violet Constance Maitland Brabazon (1886–1936), épouse le 4e comte de Verulam.

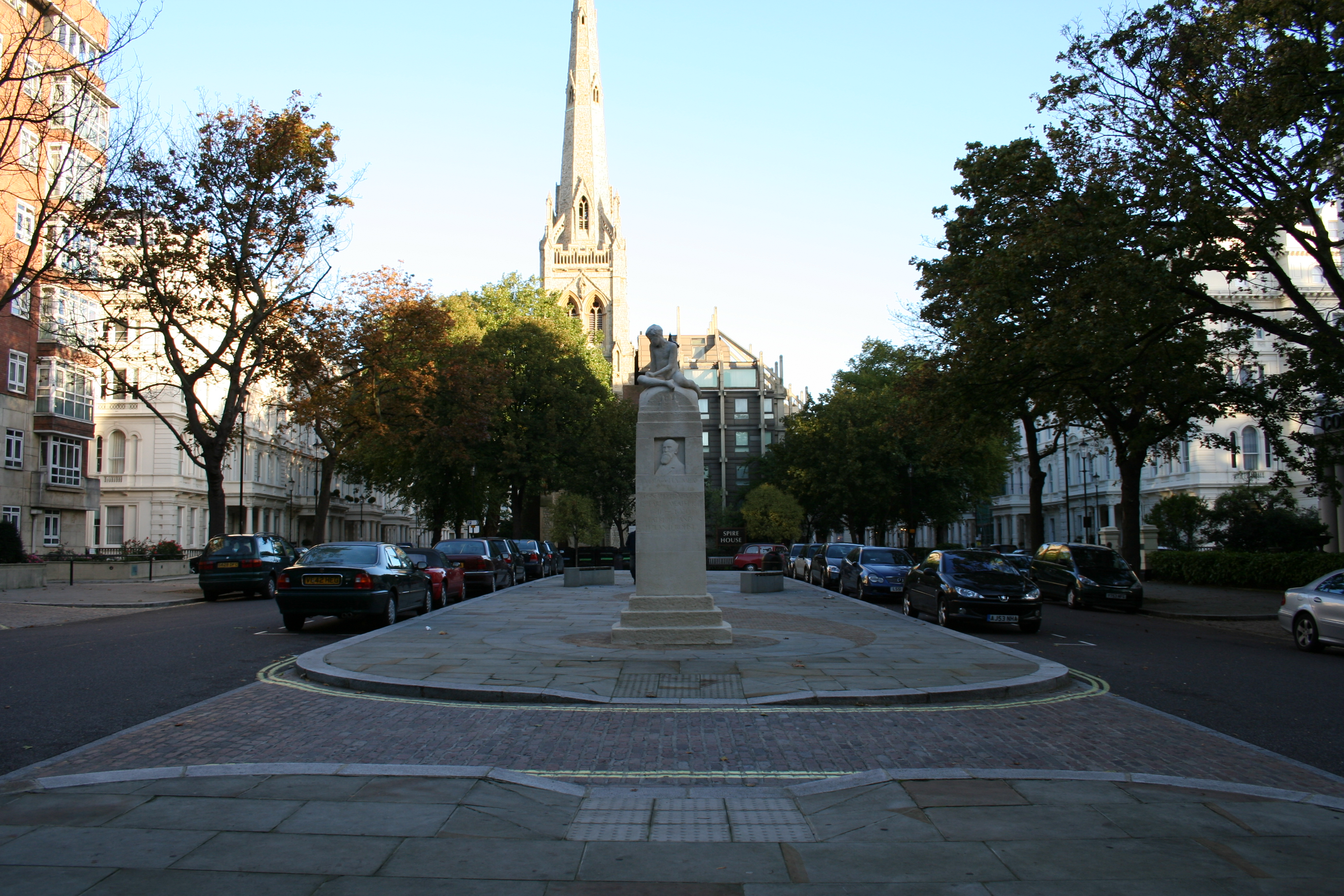
Mémorial à Brabazon à Lancaster Gate

Il y a une statue en son honneur devant l'hôtel Columbia près de Lancaster Gate, à Londres. Des enregistrements de sa voix existent en octobre 1910, sous la forme de trois discours sur le mouvement Empire .
Reginald Brabazon est enterré dans le cimetière de l'église paroissiale dans le petit village de Delgany, comté de Wicklow, en Irlande, avec sa femme et son fils. Il y a quelques rues et places à The Coombe, Dublin, nommées en son honneur: Reginald Street, Reginald Square et Brabazon Square.